# Eupaxia quadrata
Eupaxia quadrata is een mosdiertjessoort uit de familie van de Candidae. De wetenschappelijke naam van de soort is, als Cellularia quadrata, voor het eerst geldig gepubliceerd in 1884 door Busk.